# 竜一号作戦
竜一号作戦 (りゅういちごうさくせん) は1943年12月5日に日本海軍と日本陸軍が共同で行ったカルカッタ方面への航空侵攻作戦のこと。
作戦自体は成功したものの投入兵力が当初の予定を下回り、また攻撃実施にあたり陸海軍で作戦協調を欠いたため効果的な打撃は与えられなかった。

## 計画
1943年8月、連合軍は東南アジア地域の連合軍を統括すべく、東南アジア司令部(英語版)　(South eastcommand)を設置、十月にはルイス・マウントバッテンが司令官として着任し、デリーに司令部を構えた。